# Lophocalyx biogasi
Lophocalyx biogasi is een sponssoort in de taxonomische indeling van de glassponzen (Hexactinellida). De spons leeft diep in zee. Het skelet van de spons bestaat uit spicula van kiezel.
De spons behoort tot het geslacht Lophocalyx en behoort tot de familie Rossellidae. De wetenschappelijke naam van de soort werd voor het eerst geldig gepubliceerd in 2007 door Menshenina, Tabachnick, Lopes & Hajdu.